# 633348 Shvartsman
633348 Shvartsman è un asteroide della fascia principale. Scoperto nel 2009, presenta un'orbita caratterizzata da un semiasse maggiore pari a 2,696919 UA e da un'eccentricità di 0,110512, inclinata di 12,472589° rispetto all'eclittica.
È dedicato a Viktoriy Shvartsman, astrofisico sovietico.